# محمد احمدی
محمّد احمدی (زاده ۲۲ فروردین ۱۳۴۱) کارگردان، تهیه‌کننده، بازیگر، مدیر فیلم‌برداری و عکاس اهل ایران است. او عضو آکادمی فیلم آسیاپاسفیک (APSA) است.

## زندگی
وی در سال ۱۳۴۱ در یزد به دنیا آمد. تحصیلات ابتدایی و راهنمایی خود را در تهران به انجام رساند. پس‌از انقلاب به زادگاه خود بازگشت و از سال ۱۳۶۲ فعالیتش را در زمینه فیلمسازی در «انجمن سینمای جوان یزد» آغاز کرد. احمدی از سال ۱۳۶۸ در واحد تولید فیلم حوزهٔ هنری سازمان تبلیغات اسلامی مشغول به کار شد و این همکاری تا سال ۱۳۷۲ ادامه داشت، وی در سال ۱۳۷۰ در رشته عکاسی از دانشکده هنرهای زیبای تهران فارغ‌التحصیل شد. محمد احمدی فعالیت حرفه‌ای خود را با فیلم سجاده آتش " به کارگردانی احمد مرادپور در سمت عکاس و منشی صحنه در سال ۱۳۷۱ آغاز کرد. وی در رشته‌های عکاسی، فیلمبرداری مستندسازی، مدیریت تولید، تهیه‌کنندگی و کارگردانی فعالیت داشته است همچنین وی هم‌اکنون یکی از اعضای آکادمی APSA یا آسیاپاسفیک می‌باشد.

## فیلم‌شناسی
| سال  | نام فیلم               | تهیه‌کننده | کارگردان | نویسنده | بازیگر | مدیر فیلم‌برداری | جوایز |
| ---- | ---------------------- | --------- | -------- | ------- | ------ | --------------- | --- |
| ۱۳۹۷ | تهران: شهر عشق         | آری       |          |         |        |                 | |
| ۱۳۹۶ | اسکی باز               | آری       |          |         |        |                 | با دریافت هفت پروانه زرین در دو بخش بین‌الملل و سینمای ایران، بهترین و پر افتخارترین فیلم سی امین جشنواره بین‌المللی فیلم‌های کودکان و نوجوانان شد بهترین فیلم جشنوارهٔ کودک و نوجوان المپیای یونان نامزد بهترین فیلم آکادمی آسیاپاسفیک استرالیا APSA |
| ۱۳۹۵ | رقص پا                 | آری       |          |         |        |                 | |
| ۱۳۹۴ | جنجال در عروسی         | آری       |          |         |        | آری             | بهترین فیلم از جشنوارهٔ فیلم‌های سه بعدی بلژیک جایزهٔ ویژهٔ هیئت داوران از جشنوارهٔ فیلم‌های سه بعدی سئول |
| ۱۳۹۴ | به دنیا آمدن           | آری       |          |         |        | آری             | |
| ۱۳۹۳ | روز مبادا              | آری       |          |         |        |                 | |
| ۱۳۹۲ | دو ساعت بعد مهرآباد    | آری       |          |         |        | آری             | |
| ۱۳۹۱ | من از سپیده صبح بیزارم |           |          |         | آری    |                 | |
| ۱۳۹۰ | آزمایشگاه              | آری       |          |         |        | آری             | |
| ۱۳۸۸ | لطفاً مزاحم نشوید       | آری       |          |         |        | آری             | |
| ۱۳۸۸ | حریم                   | آری       |          |         |        | آری             | |
| ۱۳۸۶ | حقیقت گمشده            | آری       | آری      | آری     |        |                 | |
| ۱۳۸۴ | شاعر زباله‌ها           | آری       | آری      |         |        |                 | |
| ۱۳۸۳ | غروب شد بیا            |           |          |         |        | آری             | |
| ۱۳۸۱ | دو فرشته               | آری       |          |         |        |                 | |
| ۱۳۸۱ | کولی (فیلم ۱۳۸۱)       |           |          |         |        | آری             | |
| ۱۳۸۰ | دلبران (فیلم)          |           |          |         |        | آری             | |
| ۱۳۷۹ |                        |           |          |         |        | آری             | |
| ۱۳۷۷ | قصه‌های کیش (در)        |           |          |         |        | آری             | |
| ۱۳۷۶ | سیب                    |           |          |         |        | آری             | |

## تهیه‌کننده
- میان صخره‌ها ، مختار عبداللهی ۱۴۰۰
- اسکی باز ، فریدون نجفی ۱۳۹۶
- رقص پا، مزدک میرعابدینی ۱۳۹۵
- به دنیا آمدن ، محسن عبدالوهاب ۱۳۹۴
- جنجال در عروسی ، سید رضا خطیبی (سه بعدی) با مشارکت فرانسه ۱۳۹۴
- روز مبادا ، فائزه عزیزخانی ۱۳۹۳
- گهواره ای برای مادر ، پناه بر خدا رضایی ۱۳۹۱
- آزمایشگاه ، حمید امجد ۱۳۹۰
- خواب است پروانه ، مزدک میرعابدینی ۱۳۸۹
- لطفا مزاحم نشوید ، محسن عبدالوهاب ۱۳۸۸
- حریم ، سیدرضا خطیبی سرابی ۱۳۸۷
- شوخی طبیعت  مستند، محمد احمدی ۱۳۸۷
- حقیقت گمشده ، محمد احمدی ۱۳۸۶
- شاعر زباله‌ها ، محمد احمدی ۱۳۸۴
- اسیر انتظار …  مستند، محمد احمدی ۱۳۸۲

## مدیر فیلم‌برداری
- ایکس‌لارج (۱۳۹۷)
- به دنیا آمدن (۱۳۹۴)
- جنجال در عروسی (۱۳۹۴)
- دو ساعت بعد مهرآباد (۱۳۹۲)
- گهواره‌ای برای مادر (۱۳۹۱)
- غروب شد بیا (۱۳۸۳)
- کولی (۱۳۸۱)
- دلبران (۱۳۷۹)
- روزی که زن شدم (۱۳۷۹)
- داستان‌های جزیره (اپیزود سوم، باران و بومی) (۱۳۷۷)
- قصه‌های کیش (اپیزود سوم، در) (۱۳۷۷)

## کارگردانی
- عبور از خیابان  مستند ۱۱ دقیقه ۱۳۹۰
- شوخی طبیعت' " مستند ۷۲ دقیقه ۱۳۸۷
- حقیقت گمشده  سینمایی ۸۰ دقیقه ۱۳۸۶[۸]
- شاعر زباله‌ها'سینمایی ۸۱ دقیقه ۱۳۸۴[۹]
- "اسیر ، انتظار" مستند ۲۳ دقیقه ۱۳۸۱ ...'[۱۰]"

## مدیر تولید
- سکس و فلسفه، محسن مخملباف ۱۳۸۴
- سگ‌های ولگرد، مرضیه مشکینی ۱۳۸۳
- پنج عصر، سمیرا مخملباف ۱۳۸۲
- اسامه، صدیق برمک ۱۳۸۲
- دو فرشته ، محمد حقیقت ۱۳۸۲
- حوا اپیزودی از روزی که زن شدم، مرضیه مشکینی ۱۳۷۸
- قصه‌های کیش  به کارگردانی: بهرام بیضایی، ناصر تقوایی، ابوالفضل جلیلی و محسن مخملباف ۱۳۷۸
- تخته سیاه، سمیرا مخملباف ۱۳۷۷
- سکوت'، محسن مخملباف ۱۳۷۶
- مدرسه ای که باد برد، محسن مخملباف ۱۳۷۵
- نون و گلدون، محسن مخملباف ۱۳۷۴
- گبه، محسن مخملباف ۱۳۷۴

## جشنواره‌ها
- برنده جایزه بهترین فیلم از نگاه تماشاگران، بهترین کارگردانی «شاعر زباله‌ها» از جشنواره بین‌المللی فیلم میلان - ۱۳۸۴
- کاندیدای بهترین عکاسی «گبه» در پانزدهمین دوره جشنواره فیلم فجر - ۱۳۷۵
- کاندیدای بهترین فیلم‌برداری «کولی» در بیست و یکمین دوره جشنواره فیلم فجر - ۱۳۸۱
- برنده سیمرغ بلورین بهترین فیلمبرداری از سی و یکمین جشنواره بین‌المللی فیلم فجر[۱۱] در بخش سینمای سعادت برای فیلم گهواره ای برای مادر[۱۲] ۱۳۹۱
- پروانه زرین، دیپلم افتخار و جایزه بهترین فیلم سینمایی از بخش بین‌الملل، سی امین جشنواره فیلم‌های کودکان و نوجوانان برای فیلم سینمایی اسکی باز - ۱۳۹۶
- پروانه زرین، دیپلم افتخار و جایزه بهترین فیلم سینمای از بخش سینمای ایران سی امین جشنواره بین‌المللی فیلم‌های کودکان و نوجوانان برای فیلم سینمایی اسکی باز - ۱۳۹۶